# Maurice Morgann
Maurice Morgann (1725-1802) est un administrateur colonial et un universitaire shakespearien. Il est surtout connu pour son essai sur Falstaff, An Essay on the Dramatic Character of Sir John Falstaff.

## Administrateur colonial
Morgann est né à Blaenbylan, un village du Pembrokeshire au Pays de Galles. On a peu de renseignements sur sa famille et sa scolarité, en partie à cause de ses dernières volontés, que ses exécuteurs testamentaires ont respectées en détruisant tous ses papiers personnels après sa mort.  En 1756, il est déjà établi à Londres lorsqu'il est nommé au poste de guichetier et peseur adjoint, une sinécure à l'hôtel royal des monnaies. En 1757, il produit son premier ouvrage publié, An Inquiry Regarding the Nature and End of a National Militia (« une enquête sur la nature et le but d'une milice nationale »). Ce pamphlet fait la promotion du projet de loi sur la milice de William Pitt et expose l'opposition des Torys à une armée permanente et à un accroissement des impôts.
À partir de 1762, Morgann est le secrétaire personnel et le conseiller politique de William Petty FitzMaurice, 2e comte de Shelburne, qui devient l'année suivante président de la Commission du Commerce. Quand Shelburne redevient secrétaire d'État pour le Sud en juillet 1766, Morgann est l'un des quatre sous-secrétaires, et on lui attribue en novembre une autre sinécure, le poste de secrétaire de la province du New Jersey. En 1767, il est nommé envoyé spécial du Conseil privé au Canada et il visite le Québec en 1768.
Morgann est favorable à la tolérance du catholicisme dans les provinces canadiennes, et il contribue ainsi à l'élaboration de l'Acte de Québec de 1774. Il est également opposé au commerce atlantique des esclaves, pensant que cela apporterait « la terreur et la destruction » en Amérique. Il expose ces opinions dans son Plan for the Abolition of Slavery in the West Indies (1772).
En 1782, Morgann s'embarque pour New York dans le but de reconcilier la Grande-Bretagne avec ses colonies. Le Congrès refuse de le recevoir, et il est possible que le rapport de Morgann sur la situation en Amérique convainc Shelburne, alors Premier ministre, de conclure un traité avec les commissionnaires américains à Paris, qui reconnaisse l'indépendance des anciennes colonies.
Morgann retourne en Angleterre en 1783 et il se retire du service actif sous Shelburne en 1786. En 1795, il publie ses Considerations on the Present Internal and External Condition of France. Cet ouvrage appelle à une alliance entre les États-Unis et la Grande-Bretagne pour contrer la menace du radicalisme français, que Morgann considère comme une dangereuse forme d'anarchie. Richard Brinsley Sheridan approuve cette analyse.
Il meurt célibataire le 28 mars 1802.

## Critique littéraire
An Essay on the Dramatic Character of Sir John Falstaff est publié en 1777. Il appartient au genre de critique, bien établi à l'époque, qui défend un des personnages de Shakespeare contre l'accusation d'immoralité. L'étude de personnage de Morgann contredit celle de Samuel Johnson, qui considère Falstaff comme un pleutre ivrogne, ne méritant pas notre admiration. Morgann soutient que c'est l'intention de Shakespeare que Falstaff gagne la sympathie de l'auditoire au détriment du prince Hal. Selon lui, Falstaff est en réalité un homme facile à vivre, lâche en apparence, mais étant en réalité courageux. Par exemple, à Gad's Hill, quand il est dépossédé du fruit de son vol, il ne fuit que lorsqu'il est abandonné par ses compagnons, après avoir échangé quelques coups avec ses assaillants.
Morgann résume ainsi la complexité de Falstaff : « c'est un personnage créé par Shakespeare volontairement paradoxal, un homme à la fois jeune et vieux, audacieux et gras, naïf et plein d'esprit, inoffensif et vicieux, faible dans ses principes et résolu par sa constitution, lâche en apparence et brave en réalité; un fripon sans malveillance, un menteur sans duplicité ; et enfin un chevalier, un gentleman et un soldat, sans dignité, décence et honneur.
Selon Boswell, Johnson tourne en ridicule l'axiome de l'essai de Morgann : « Pourquoi, Monsieur, n'aurions-nous pas cet homme qui, ayant prouvé que Falstaff n'était pas un couard, se présenterait à nouveau pour montrer que Iago était un chic type ? ». Néanmoins, il se trouve que cet ouvrage influence grandement la critique littéraire de Henry IV, inspirant en particulier les approches d'Edward Dowden et d'A. C. Bradley. L'interprétation du personnage de Falstaff par Edward Elgar pour son poème symphonique, Falstaff (1913), doit aussi beaucoup à l'étude de Morgann.